# Pinyata de Collioure
 (octobre 2016).
 (juillet 2014).
La pinyata de Collioure ou pignata de Collioure est une recette de cuisine de tradition roussillonnaise à base de fruits de mer.